# Domingohutia haitańska
Domingohutia haitańska (Plagiodontia aedium) – gatunek gryzonia z rodziny kolczakowatych, występujący na Haiti.

## Systematyka
Gryzoń ten został opisany w 1836 roku przez Frédérica Cuviera. Jako miejsce typowe wskazano wyspę Haiti. Jest to jedyny żyjący gatunek sklasyfikowany w tym rodzaju, dzieli się na dwa podgatunki: nominatywny P. a. aedium i P. a. hylaeum.
W wydanej w 2015 roku przez Muzeum i Instytut Zoologii Polskiej Akademii Nauk publikacji Polskie nazewnictwo ssaków świata rodzajowi temu nadano nazwę domingohutia, a gatunkowi – domingohutia haitańska.

### Etymologia
Nazwa rodzajowa: gr. πλάγιος plagios „ukośny”; ὀδούς odous, ὀδόντος odontos „ząb”, od ukośnych żłobień na górnych trzonowcach.

## Występowanie
Domingohutia haitańska występuje w kilku odizolowanych obszarach na wyspie Haiti, w Republice Haiti i w Dominikanie. Jest spotykana na terenach skalistych i w lasach.

## Tryb życia
Prowadzi naziemno-nadrzewny tryb życia, chroni się w szczelinach skalnych. Jest roślinożerna; jada różnorodne rośliny, w tym zboża. Ogółem gatunek jest słabo poznany.
Domingohutia haitańska osiąga 31 cm długości i masę 1,2 kilograma. Zwierzęta porozumiewają się delikatnymi głosami, przypominającymi ptasie ćwierkanie. Ciąża samicy trwa 119 dni, wydaje ona na świat jedno młode.

## Populacja i zagrożenia
Domingohutia haitańska jest zabijana przez rolników jako szkodnik, a także dla mięsa. Zagraża jej niszczenie siedlisk. Obce, inwazyjne gatunki zwierząt takie jak mangusty, koty, psy i szczury także stanowią zagrożenie dla tych gryzoni. Międzynarodowa Unia Ochrony Przyrody od 1996 uznawała ją za gatunek narażony, ale w 2008 umieściła ją w wyższej kategorii – jako gatunek zagrożony wyginięciem. W 2024 uznano ją za gatunek najmniejszej troski ze względu na duży zasięg występowania i obecność na wielu obszarach chronionych; w tej samej ocenie szacowano, że w ciągu ostatnich 30 lat (czyli trzech pokoleń) całkowita liczebność tego gatunku spadła o około 20%.